# Leoš Šatava
Leoš Šatava (* 3. března 1954, Praha) je český vysokoškolský učitel a etnolog, zabývající se tematikou evropských národnostních menšin (např. postavením Lužických Srbů v Německu), jenž zastával v letech 2003–2006 pozici předsedy Společnosti přátel Lužice.

## Život a dílo
Vystudoval národopis a dějepis na Filozofické fakultě Univerzity Karlovy, po získání malého (PhDr., 1980) a velkého doktorátu (CSc., 1984), se v roce 1996 habilitoval (doc.) a o devět let později byl na FF UK v Praze jmenován profesorem.
Jeho nejznámější publikací z oboru je pak kniha Národnostní menšiny v Evropě: Encyklopedická příručka (1. vyd. 1994, 386 S.).